# Concours d'analyse de données LTPP
Concours d'analyse de données LTPP (anglais : LTPP data analysis contest) est un concours international d'analyse de données organisé par l'ASCE et la FHWA. Les participants sont supposés utiliser les données LTPP dans leur analyse. Chaque année, les gagnants de ce concours d'analyse de données sont annoncés début janvier lors de la réunion annuelle du TRB.

## Catégories
Le concours d'analyse de données LTPP comporte quatre catégories différentes
- Catégorie d'étudiant de premier cycle
- Catégorie de diplômé
- Catégorie de partenariat
- Catégorie de défi

Les deux premières catégories sont limitées aux étudiants. Les participants de toutes les catégories sont tenus de résumer leur travail dans un article.